# 데이비드 에드거 (축구 선수)
데이비드 에드워드 에드거(David Edward Edgar, 1987년 5월 19일 ~ )는 캐나다의 전 축구 선수이다. 현역 시절 포지션은 수비수였으며, 현재는 포지 FC의 수석 코치이다.